# Самый маленький гном
«Самый маленький гном» — советский кукольный четырёхсерийный мультфильм, созданный в 1977—1983 годах режиссёром-мультипликатором Михаилом Каменецким. Мультсериал создан по книге детского писателя Михаила Липскерова «Маленький гном Вася».

## Сюжет
Мультсериал состоит из четырёх выпусков, в каждом из которых главный герой — маленький и добрый гном Вася, следуя совету своих бабушки и дедушки, спасает различных сказочных героев и тем самым становится заметным для окружающих.

### Выпуск первый (1977)
Знакомство с гномом Васей и Волком. Вася спасает от Волка трёх поросят, семерых козлят, Красную Шапочку и её бабушку.

### Выпуск второй (1980)
Вася вновь помогает спастись от Волка сказочным персонажам. На этот раз — Дюймовочке, Маленькому Муку и Мальчику-с-Пальчику.

### Выпуск третий (1981)
Миниатюрный Вася изначально хотел спасти от Волка маленького серенького Козлика. Однако, чуть позднее оказалось, что Козлик уже вырос и стал совсем не таким беспомощным, каким его представлял Вася. Более того, он был уже очень грубый, жестокий и хвастливый, и даже сам смог взять верх над Волком, поймав того в силки и пожелав посадить его на цепь вместо собаки; до Волка Козлик напугал Зайца, и даже Медведя, прежде чем им удалось от него убежать. Бабушка же Козлика не знала, что её внук такой хулиган. Так что Васе пришлось поступить с точностью до наоборот — спасти Волка от Козлика.

### Выпуск четвёртый (1983)
В четвёртой серии, Вася хотел спасти Петушка от Лисы. Изначально он обратился за помощью к Коту, давнему другу Петушка, однако Кот наотрез отказался помогать товарищу, так как, по его словам, устал постоянно его спасать. Волк, узнав о предательстве Кота, соглашается помочь, и они вместе с Васей хитро обманывают Лису и спасают Петушка.

## Основные персонажи
- Вася — главный герой сериала, самый маленький гномик в мире, который отличается таким маленьким ростом, что его никто не замечает. Живёт с бабушкой и дедушкой. Спасает разных героев от Волка.
- Волк — основной антагонист мультфильма (кроме 4-й серии). Постоянно одержим желанием кого-то съесть, однако в целом предстаёт как неудачник, для которого роль злодея — скорее вынужденная мера, дабы избежать насмешек. Сначала Вася противоборствует с Волком, но в 3-м выпуске помогает ему вырваться из лап Козлика, а в 4-м выпуске они начинают действовать сообща, когда вынуждены спасти Петушка от Лисы.
- Бабушка и дедушка — Васины родственники, сидящие перед телевизором во всех сериях. Бабушка почти всегда вяжет и, в основном, даёт Васе советы. Дедушка, как говорит он сам — тот самый гном, который расколдовал Нильса и, к тому же, один из семи гномов — друзей Белоснежки. Именно по его наставлению Вася становится героем.

## Создатели
- Автор сценария — Михаил Липскеров
- Кинорежиссёр — Михаил Каменецкий
- Художники-постановщики — Анатолий Васильев (1 и 2), Ирина Кострина (2—4)
- Операторы — Теодор Бунимович (1), Юрий Каменецкий (2—4)
- Художники-мультипликаторы: Майя Бузинова (1), Иосиф Доукша (1), Вячеслав Шилобреев (2), Сергей Олифиренко (2 и 4), Ольга Панокина (3), Сергей Косицын (3), Наталья Тимофеева (4), Михаил Письман (4)
- Композитор — Игорь Космачёв
- Звукооператор — Владимир Кутузов
- Монтажёры — Галина Филатова, Ольга Катушева (2)
- Редактор — Наталья Абрамова
- Куклы и декорации выполнили: Олег Масаинов, Павел Гусев, Марина Чеснокова, Семён Этлис, Александр Горбачёв (1), Светлана Знаменская, Нина Корнева (1), Мария Стрельчук (1 и 3), Александр Шерчков (2 и 3), Михаил Колтунов (2 и 4), Виктор Гришин (2 и 3), Галина Филиппова (2—4), Наталия Гринберг (2—4), Владимир Алисов (2 и 3), Екатерина Дарикович (2), Александр Беляев (2 и 4), Пётр Лесин (2), Александр Максимов (2), Галина Филатова (3), Владимир Аббакумов (3 и 4), Валерий Петров (3 и 4), Наталия Барковская (4), Нина Молева (4), Людмила Рубан (4), Валентин Ладыгин (4), Сергей Галкин (4), Евгений Баскаков (нет в титрах)
- Под руководством — Владимир Ким
- Директор картины — Глеб Ковров (1 и 2), Григорий Хмара (3 и 4)

### Роли озвучивали
- Пётр Дегтярёв — Вася (1)
- Ольга Громова — Вася (2—4) / Маленький Мук (2)
- Юрий Волынцев — Волк
- Анатолий Баранцев — Дедушка-гном
- Тамара Дмитриева — Дюймовочка / Мальчик-с-Пальчик (2)
- Александр Ширвиндт — Козлик (3)
- Борис Владимиров — Коза (3)
- Татьяна Васильева — Лиса (4)
- Владимир Точилин — Кот (4)
- Георгий Вицин — Петушок (4)
- Ирина Мурзаева — Бабушка-гном (1) (в титрах не указана)
- Зинаида Нарышкина — Бабушка-гном (2 и 3) (в титрах не указана)

## Награды
- 1979 — «Серебряная премия» МКФ в Оденсе, Дания.[1]
- 1981 — XIV Всесоюзный кинофестиваль (Вильнюс) — почётный диплом по разделу мультфильмов[2].